# Fed Cup 2000
La Fed Cup 2000 corresponde a la 38.ª edición del torneo de tenis femenino más importante por naciones. 12 equipos participaron en el Grupo Mundial.

## Grupo Mundial

### Grupo A
1. España — Avanza a la Fase final
2. Italia
3. Alemania
4. Croacia

### Grupo B
1. República Checa — Avanza a la Fase final
2. Suiza
3. Austria
4. Eslovaquia

### Grupo C
1. Australia
2. Bélgica — Avanza a la Fase final
3. Francia
4. Rusia

### Fase final
|  | Semifinales               | Semifinales               |   |               | Final                     | Final                     |  |
|  | Del 21 al 22 de noviembre | Del 21 al 22 de noviembre |   |               | Del 24 al 25 de noviembre | Del 24 al 25 de noviembre |  |
|  |                           |                           |   |               |                           |                           |  |
|  |                           |                           |   |               |                           |                           |  |
|  | Estados Unidos            | 2                         |   |               |                           |                           |  |
|  | Bélgica                   | 1                         |   |               |                           |                           |  |
|  |                           |                           |   |               |                           |                           |  |
|  |                           |                           |   |               |                           |                           |  |
|  |                           |                           |   |               | Estados Unidos            | 5                         |  |
|  |                           | España                    | 0 |               |                           |                           |  |
|  |                           |                           |   |               |                           |                           |  |
|  |                           |                           |   |               |                           |                           |  |
|  |                           |                           |   |               | Tercer lugar              |                           |  |
|  |                           |                           |   |               |                           |                           |  |
|  | República Checa           | 1                         |   | no se disputó |                           |                           |  |
|  | España                    | 2                         |   |               | no se disputó             |                           |  |

### Final
| Mandalay Bay Events Center, Las Vegas, Estados Unidos 24 al 25 de noviembre de 2000 |                           |                                    |   |   |          |  |  |  |  |
| \| 1 \| \| Monica Seles \| 6 \| 6 \| \| \| \| \| \| \| 1 \| \| Conchita Martínez \| 2 \| 3 \| \| \| \| \| \| \| 2 \| \| Lindsay Davenport \| 6 \| 1 \| 6 \| \| \| \| \| \| 2 \| \| Arantxa Sánchez Vicario \| 2 \| 6 \| 3 \| \| \| \| \| \| 3 \| \| Lindsay Davenport \| 6 \| 6 \| \| \| \| \| \| \| 3 \| \| Conchita Martínez \| 1 \| 2 \| \| \| \| \| \| \| 4 \| \| Jennifer Capriati \| 6 \| 1 \| \| \| \| \| \| \| 4 \| \| Arantxa Sánchez Vicario \| 1 \| 0 \| retirada \| \| \| \| \| \| 5 \| \| Jennifer Capriati-Lisa Raymond \| 4 \| 6 \| 6 \| \| \| \| \| \| 5 \| \| Virginia Ruano Pascual-Magüi Serna \| 6 \| 4 \| 2 \| \| \| \| \| |                           |                                    |   |   |          |  |  |  |  |
| 1 | Bandera de Estados Unidos | Monica Seles                       | 6 | 6 |          |  |  |  |  |
| 1 | Bandera de España         | Conchita Martínez                  | 2 | 3 |          |  |  |  |  |
| 2 | Bandera de Estados Unidos | Lindsay Davenport                  | 6 | 1 | 6        |  |  |  |  |
| 2 | Bandera de España         | Arantxa Sánchez Vicario            | 2 | 6 | 3        |  |  |  |  |
| 3 | Bandera de Estados Unidos | Lindsay Davenport                  | 6 | 6 |          |  |  |  |  |
| 3 | Bandera de España         | Conchita Martínez                  | 1 | 2 |          |  |  |  |  |
| 4 | Bandera de Estados Unidos | Jennifer Capriati                  | 6 | 1 |          |  |  |  |  |
| 4 | Bandera de España         | Arantxa Sánchez Vicario            | 1 | 0 | retirada |  |  |  |  |
| 5 | Bandera de Estados Unidos | Jennifer Capriati-Lisa Raymond     | 4 | 6 | 6        |  |  |  |  |
| 5 | Bandera de España         | Virginia Ruano Pascual-Magüi Serna | 6 | 4 | 2        |  |  |  |  |

## Zona Americana

### Grupo 1
- Argentina — promocionado a los Play-offs del Grupo Mundial 2001.
- Brasil
- Canadá
- Chile - relegado al Grupo 2 en 2001.
- Colombia
- Cuba - relegado al Grupo 2 en 2001.
- México
- Paraguay
- Uruguay
- Venezuela

### Grupo 2
- Antigua y Barbuda
- Bahamas
- Barbados
- Bermudas
- Bolivia
- Costa Rica
- República Dominicana — promocionado al Grupo 1 en 2001
- Ecuador — promocionado al Grupo 1 en 2001
- El Salvador
- Guatemala
- Jamaica
- Panamá
- Puerto Rico
- Trinidad y Tobago

## Zona Asia/Oceanía

### Grupo 1
- China
- China Taipéi
- Hong Kong - relegado al Grupo 2 en 2001.
- India
- Indonesia
- Japón — promocionado a los Play-offs del Grupo Mundial 2001.
- Kazajistán
- Nueva Zelanda
- Singapur - relegado al Grupo 2 en 2001.
- Corea del Sur
- Tailandia

### Grupo 2
- Fiyi
- Irak
- Jordania
- Malasia
- Equipo de las islas de Oceanía — promocionado al Grupo 1 en 2001
- Pakistán
- Filipinas
- Sri Lanka
- Siria
- Tayikistán
- Uzbekistán — promocionado al Grupo 1 en 2001

## Zona Europa/África

### Grupo 1
- Bielorrusia
- Bulgaria
- Finlandia - relegado al Grupo 2 en 2001.
- Reino Unido
- Grecia
- Hungría — promocionado a los Play-offs del Grupo Mundial 2001.
- Israel
- Letonia - relegado al Grupo 2 en 2001.
- Luxemburgo
- Marruecos - relegado al Grupo 2 en 2001.
- Países Bajos
- Polonia
- Rumania
- Eslovenia
- Sudáfrica
- Suecia
- Turquía - relegado al Grupo 2 en 2001.
- Ucrania

### Grupo 2
- Argelia
- Armenia
- Bosnia y Herzegovina
- Botsuana
- Chipre
- Dinamarca — promocionado al Grupo 1 en 2001
- Egipto
- Estonia — promocionado al Grupo 1 en 2001
- Georgia
- Islandia
- Irlanda
- Kenia
- Lesoto
- Liechtenstein
- Lituania
- Macedonia del Norte — promocionado al Grupo 1 en 2001
- Madagascar
- Malta
- Mauricio
- Moldavia
- Portugal
- Túnez
- Yugoslavia — promocionado al Grupo 1 en 2001